# چک ۸۶/۶ آر ساهیوال
چک ۸۶/۶ آر ساهیوال (به انگلیسی: Chak 86/6.R Sahiwal) یک روستا در پاکستان است که در پنجاب واقع شده‌است. چک ۸۶/۶ آر ساهیوال ۱۶۷ متر بالاتر از سطح دریا واقع شده‌است.